# Campo de armiño
Campo de armiño es una obra de teatro en tres actos de Jacinto Benavente, estrenada en 1916.

## Argumento
Doña Irene, Marquesa de Montalbán, acoge en su casa a Gerardo, un muchacho al que cree su sobrino, hijo de su hermano y de una mujer de la calle. Pero a través de unas cartas descubre que todo es mentira y expulsa al chaval. Éste, desconsolado y temeroso del regreso junto a su madre, retorna con la marquesa que, finalmente y pese a todo, le abre sus puertas en prueba de compasión y cariño.

## Personajes
- Irene
- Natalia
- Carolina
- Felisa
- María Antonia
- Beatriz
- Demetria
- Luisa
- Dorotea
- Gerardo
- César Estévez
- Duque de Santa Olalla
- Paco Utrillo
- Conde de San Ricardo
- José María
- Baltasar
- Martín
- Criado

## Representaciones destacadas
- Teatro de la Princesa, Madrid, 14 de febrero de 1916. Estreno.
  - Intérpretes: María Guerrero (Irene), Fernando Díaz de Mendoza y Guerrero (Gerardo), Fernando Díaz de Mendoza, Elena Salvador, José Santiago, Mariano Díaz de Mendoza, María Fernanda Ladrón de Guevara, María Cancio, Carmen Ruiz Moragas, Ricardo Juste.

- Teatro Tívoli, Barcelona, 1925
  - Intérpretes: Margarita Xirgu, Alfonso Muñoz.

- Teatro Fontalba, Madrid, 1931
  - Intérpretes: Carmen Díaz.

- Teatro Lara, Madrid, 1940
  - Intérpretes: Irene López Heredia, Mariano Asquerino.

- Teatro Victoria Eugenia, San Sebastián, 1945.
  - Intérpretes: María Fernanda Ladrón de Guevara, Amparo Rivelles.